# Gérard Cartier
Gérard Cartier (Grenoble, 19 dicembre 1949) è un ingegnere e poeta francese.
Come ingegnere, ha lavorato su grandi progetti infrastrutturali, tra cui il Tunnel della Manica e la sezione internazionale del Progetto di ferrovia Torino-Lione. Come poeta, ha ricevuto il Premio Tristan-Tzara, il Premio Max Jacob e il Grand Prix de poésie de la SGDL .

## Biografia
Gérard Cartier ha avuto una formazione in ingegneria civile. È stato responsabile per Eurotunnel degli studi e dei lavori del terminal francese del Tunnel della Manica (1985-1993), direttore Trasporti e Infrastrutture di un grande ufficio studio (metropolitana del Cairo e di Atene, autostrade, tramvie) e direttore studi e progetti per la sezione internazionale del Progetto di ferrovia Torino-Lione (LTF, 2002-2009) .
Ha svolto in parallelo un'attività di poeta. Molti dei suoi libri traggono il loro tema dalla storia recente, testimoniando la sua "ambizione di scrivere una poesia epica che mescoli gli scontri della storia, dal nazismo alla guerra d’Algeria". La seconda guerra mondiale, in particolare la deportazione di Robert Desnos (Alecto! Obsidiane, 1994) e la Resistenza nel Vercors (Le Désert et le Monde, Flammarion, 1997), ai piedi della quale ha vissuto, gli diede la materia di più libri. Altri prendono la forma di una "autobiografia fantasmagorica, che non coincide con la sua vita ma ne è come l'immagine mitica o una proiezione sognata”  (Le Hasard, Obsidiane, 2004). Ultimo tema di predilezione, la ricreazione delle leggende del Medioevo : Tristan e Yseut (Tristran, Obsidiane, 2010), o il viaggio di santo Brandano alla ricerca del Paradiso (L’ultime Thulé, Flammarion, 2017).
Dal 2010, ha scritto varie opere di prosa permeate o ispirate dall’Italia: una raccolta di racconti (scritti a Torino) che celebrano gli scrittori classici e contemporanei (Cabinet de société, Henry, 2011) , e un romanzo che si svolge nel Vercors e nel Piemonte, i cui temi sono la Resistenza contro il nazismo, il nascondiglio a Torino di un fascista francese e i lavori contestati della Torino-Lione (L'oca nera, La Thébaïde, 2019) .
Gérard Cartier è anche critico di poesia .
È il coordinatore della rivista elettronica di letteratura Secousse , antologista, traduttore di Seamus Heaney. Fu l'iniziatore della mostra di poesie nella metropolitana di Parigi (1993-2007) .

## Opere

### Poesia (selezione)
- Passage d’Orient, Temps Actuels, coll. Digraphe, 1984
- Alecto !, Obsidiane, 1994
- Le désert et le monde, Flammarion, 1997 (Premio Tristan-Tzara, 1998)
- Méridien de Greenwich, Obsidiane, 2000 (Premio Max Jacob, 2001)
- Le hasard, Obsidiane, 2004
- Le petit séminaire, Flammarion, 2007
- Tristran, Obsidiane, 2010 - (traduzione inglese : [lx] press, Los Angeles, 2016)
- Le voyage de Bougainville, L'Amourier, 2015
- Les Métamorphoses, Le Castor Astral, 2017
- L'ultime Thulé, gioco dell'oca, Flammarion, 2018
- Le voyage intérieur, documentari, Flammarion, 2023 (Grand Prix de poésie de la SGDL)
- Le roman de Mara, Tarabuste, 2024
- Les bains-douches de la rue Philonarde, Obsidiane, 2025
- Les amours de Loris, Al Manar, 2025

### Prosa
- Cabinet de société, racconti, Éd. Henry, 2011
- L'Oca nera, romanzo, La Thébaïde, 2019
- Le perroquet aztèque, saggio, Obsidiane, 2019
- Ex machina, Giornale dell'Oca, La Thébaïde, 2022